# سیارک ۸۹۹۲
سیارک ۸۹۹۲ (به انگلیسی: 8992 Magnanimity، نامگذاری:1980TE7) هشت هزار و نهصد و نود و دومین سیارک کشف شده‌است که در ۱۴ اکتبر ۱۹۸۰ کشف شد.
قدر مطلق سیارک برابر ۲۲٫۴ است.